# Nancibella quintalia
Nancibella quintalia је пуж из реда Stylommatophora и фамилије Helicarionidae. 

## Угроженост
Ова врста је изумрла, што значи да нису познати живи примерци.

## Распрострањење
Пре изумирања, острво Норфолк.

## Станиште
Врста Nancibella quintalia има станиште на копну.